# Carlow (plaats)
Carlow (Iers: Ceatharlach, wat meer van vier delen betekent), is een plaats in het Ierse graafschap Carlow. De plaats telt 13.838 inwoners. De rivier de Barrow stroomt door de plaats. Het is de zetel van het rooms-katholieke bisdom Kildare en Leighlin.

## Geschiedenis
De omgeving van Carlow is al voor duizenden jaren bewoond. Het St. Mullins klooster zou uit de 7e eeuw stammen. In 1180 werd de constructie voor het Carlow Castle gebouwd door Willem de Maarschalk om de rivierovergang te verdedigen. In de veertiende eeuw werden nog meer historische gebouwen gebouwd. Ook het Browneshill hunebed is van historische betekenis.

## Verkeer
Carlow ligt aan de N9 van Dublin naar Waterford, en het heeft een treinstation aan de lijn Dublin - Waterford.
In april 2007 was Carlow de eerste Ierse stad die middels een wifi network geheel van draadloos breedband internet was voorzien.

## Economie
Sinds de Irish Sugar Company in het begin van de 20e eeuw in Carlow was opgericht, werd Carlow het middelpunt van de Ierse industrialisatie. Anno 2007 werken de meeste mensen uit Carlow bij de fabriek van OralB Braun, die hier haardrogers en elektrische tandenborstels produceert. Ook de Institute of Technology is een goede werkgever voor Carlow.

## Bekende inwoners

### Geboren
- Steve Lennon (1993), darter